# Azər Əliyev
Azər İlqar oğlu Əliyev (russisch Азер Илгар оглы Алиев ‚Aser Ilgar ogly Alijew‘; * 12. Mai 1994 in Besaklo, Georgien) ist ein aserbaidschanisch-russischer Fußballspieler.

## Karriere
Əliyev begann seine Karriere beim FK Jenissei Krasnojarsk. Zur Saison 2012/13 rückte er in den Profikader Jenisseis. Im April 2013 debütierte er dann für die Profis in der Perwenstwo FNL. In seiner ersten Zweitligaspielzeit kam er zu drei Einsätzen. Im September 2013 wurde er an den Drittligisten Sachalin Juschno-Sachalinsk verliehen. Für Sachalin kam er bis zur Winterpause 2013/14 zu zehn Einsätzen in der Perwenstwo PFL, in denen er sechs Tore erzielte. In der Winterpause kehrte er wieder nach Krasnojarsk zurück. Bis Saisonende spielte er fünfmal in der zweiten Liga. In der Saison 2014/15 kam er zu 13 Einsätzen. In der Saison 2015/16 absolvierte er 32 Zweitligapartien. In der Saison 2016/17 kam er 37 Mal zum Einsatz.
Zur Saison 2017/18 wechselte Əliyev zum Ligakonkurrenten Krylja Sowetow Samara. In Samara absolvierte er in jener Saison alle 38 Zweitligapartien und stieg mit dem Klub zu Saisonende in die Premjer-Liga auf. Sein Debüt im Oberhaus gab er anschließend im August 2018 gegen den FK Rostow. Dies blieb allerdings sein einziger Erstligaeinsatz für Krylja Sowetow, im selben Monat wechselte er innerhalb der Liga zum FK Ufa. Für Ufa spielte er bis Saisonende 13 Mal in der höchsten Spielklasse. In der Saison 2019/20 kam er 19 Mal zum Einsatz.
Nach 14 Einsätzen bis zur Winterpause 2020/21 wechselte Əliyev im Februar 2021 zum Ligakonkurrenten FK Tambow. Für Tambow spielte er zehnmal in der Premjer-Liga, aus der der Klub zu Saisonende allerdings abstieg, woraufhin er sich auflöste. Daraufhin kehrte er zur Saison 2021/22 nach Ufa zurück. In Ufa kam er bis zur Winterpause zu 13 Einsätzen. Im Januar 2022 wechselte er nach Aserbaidschan zu Neftçi Baku. Für den Hauptstadtklub spielte er bis Saisonende elfmal in der Premyer Liqası.